# ジャスト・マイ・イマジネーション (ランニング・アウェイ・ウィズ・ミー)
「はかない想い」(Just My Imagination (Running Away with Me))は、テンプテーションズが1971年に発表した楽曲。Billboard Hot 100において2週連続1位を記録した。
ローリング・ストーンズが1978年発表のアルバム『女たち』でカバーした（邦題「ジャスト・マイ・イマジネーション」）。そのほかラリー・カールトンやブッカー・T&ザ・MG's、ボーイズIIメン、マドンナ、ロッド・スチュワート、大野えり（1983年）などが取り上げている。